# Biston betularia

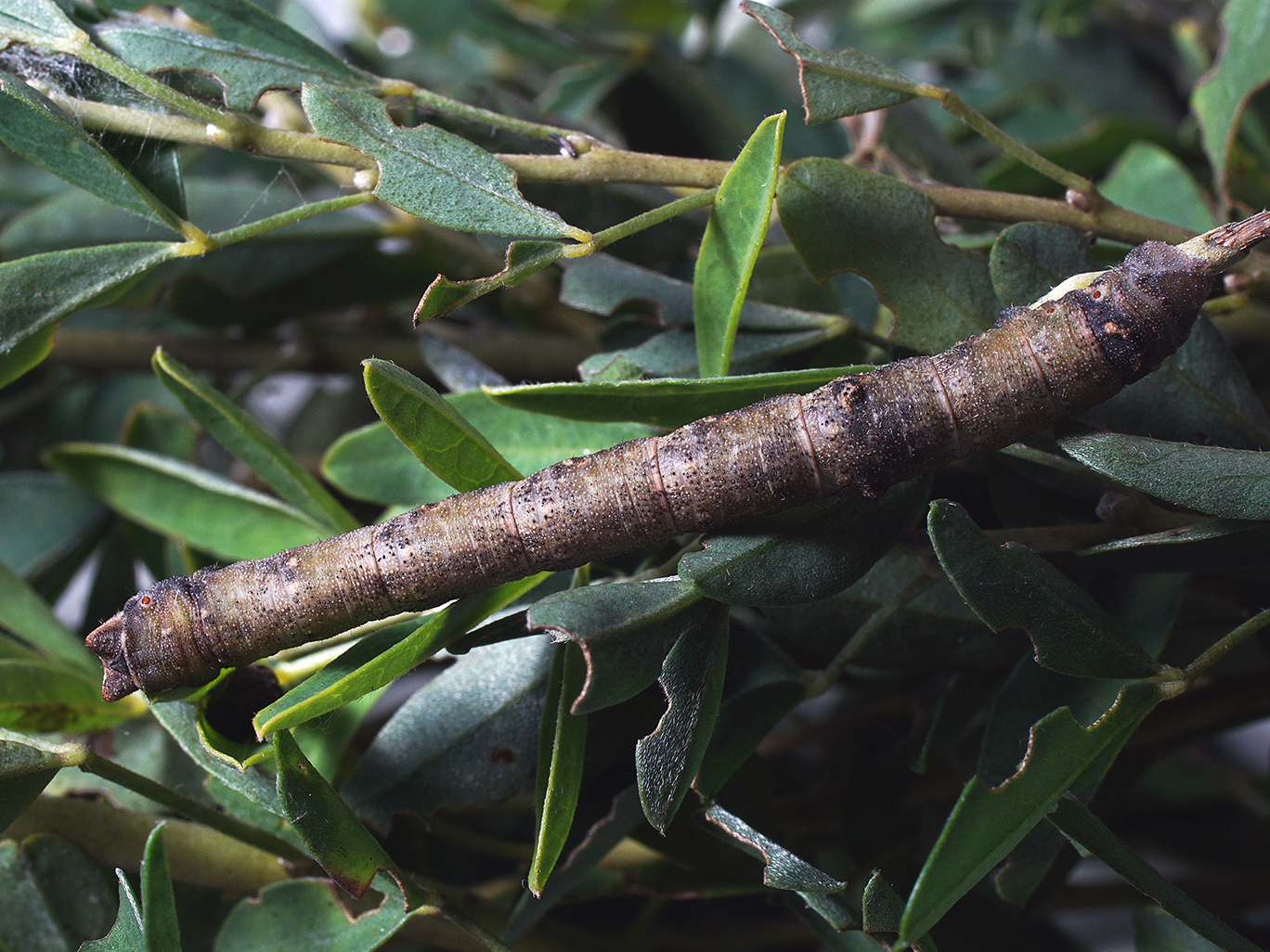
Larva

La mariposa de los abedules, también llamada polilla moteada (Biston betularia), es una especie de lepidóptero nocturno de la familia Geometridae. Dado que, al mismo tiempo que la revolución industrial, las mutaciones negras de la polilla moteada (Biston betularia f. carbonaria) aparecieron cada vez más numerosas en áreas con altos niveles de contaminación del aire, que estaban mejor camufladas de los depredadores en los troncos ennegrecidos de los abedules, la especie se considera un ejemplo de adaptación evolutiva a través de selección natural.

## Descripción
Es una polilla grande con una envergadura que varía entre 45 a 62 milímetros (1,8 a 2,4 plg). Tiene un cuerpo relativamente robusto, con alas anteriores relativamente estrechas y alargadas. Las alas estrechas de la polilla moteada son de color blanco con marcas negras y, por lo tanto, están bien camufladas, especialmente en las ramas de un abedul. Las alas blancas, "salpicadas" de negro, cuentan con líneas cruzadas más o menos marcadas, también negras. Estas líneas transversales del ala y la mácula "salpicada" (sus manchas) también pueden, en casos raros, ser grises o marrones. Las manchas negras varían en cantidad; en algunos ejemplares están casi ausentes, mientras que en otros son tan densas que las alas parecen negras salpicadas de blanco. Las antenas de los machos son fuertemente bipectinadas.
Como mutación, las polillas moteadas con coloración oscura en las alas aparecieron con mayor frecuencia en Gran Bretaña. Los experimentos han demostrado que la presión de la selección natural fue responsable de que las mariposas en Inglaterra durante la revolución industrial aparecieran de repente con mayor frecuencia en la variante oscura por camuflarse mejor y escapar de sus depredadores.

## Distribución
El área de distribución de la polilla moteada se extiende desde la península ibérica a través de Europa y por las zonas templadas del Asia Oriental. La distribución norte-sur se extiende desde Cuenca del Mediterráneo y Asia Menor hasta Fenoscandia central. La polilla también está muy extendida en América del Norte.
En Asia, B. betularia se encuentra distribuida en las provincias de Heilongjiang, Jilin, Mongolia Interior, Beijing, Hebei, Shanxi, Shandong, Henan, Shaanxi, Ningxia, Gansu, Qinghai, Xinjiang, Fujian, Sichuan, Yunnan, Tíbet. Se ha descrito también en Rusia, Mongolia, Japón, Corea del Norte, Corea del Sur, Nepal, Kazajistán, Kirguistán, Turkmenistán, Georgia, Azerbaiyán y Armenia.
La polilla moteada se puede observar desde principios de mayo hasta agosto. Su área de distribución se extiende por casi toda Europa hasta Asia Central y el norte de Europa. Las llanuras aluviales, los pantanos y los bosques caducifolios mixtos, así como sus zonas periféricas, son los hábitats preferidos. También se puede observar en tierras agrícolas cultivadas o en las que han sido abandonadas, incluidas zonas residenciales densamente urbanizadas. Las orugas de la polilla moteada se pueden encontrar en muchas plantas, por ejemplo, el Roble inglés, abedul plateado, aliso negro o endrino.

## Polimorfismo
Existen varias formas melánicas y no melánicas de la polilla moteada. Éstos se ven controlados genéticamente. Un morfo de color particular se puede indicar de manera estándar siguiendo el nombre de la especie en el formato " nombre del morfo morpha". El uso de "forma" en el método de Biston betularia f. formname para detallar estas variaciones también es una práctica común.
Estas formas melánicas a menudo se elevan accidentalmente a la categoría de subespecies cuando aparecen en la literatura. No agregar la "f." (para aclarar que es una "forma") o morpha a su nombre implica que el taxón es una subespecie en lugar de una forma, como en Biston betularia carbonaria en lugar de Biston betularia f. carbonaria. En raras ocasiones, las formas han sido elevadas a categoría de especie, como en el caso del Biston carbonaria. Cualquiera de estas dos circunstancias podría llevar a la creencia errónea de que especiación de este organismo estuvo involucrada en la evolución observada de la polilla moteada. Este no es el caso: los individuos de cada morfo se cruzan y producen descendencia fértil con individuos de todos los tipos de morfos; por lo tanto, solo hay una especie de polilla moteada con variedades en sus manchas.
Por el contrario, diferentes subespecies de la misma especie pueden teóricamente cruzarse entre sí y producir crías totalmente fértiles y sanas, pero en la práctica esto no ocurre, ya que viven en regiones diferentes o se reproducen en estaciones diferentes. Las especies adultas son incapaces de producir crías fértiles y sanas, o no reconocen las señales de cortejo de las demás subespecies.
Los experimentos de crianza europeos han demostrado que en el caso del Biston betularia betularia, el alelo responsable del melanismo que produce la morpha carbonaria está controlado por un único locus. El alelo melánico es dominante sobre el alelo no melánico. Esta situación, sin embargo, se complica un poco por la presencia de otros tres alelos que producen morfos indistinguibles en la morpha medionigra. Estos son de dominancia intermedia, y no es completa.

### Nombres de las formas
En la Europa continental, hay tres morfos: el morfo blanco typica (sin. morpha/f. betularia), el morfo melánico oscuro carbonaria (sin. doubledayaria) y una forma intermedia medionigra.
En Gran Bretaña, el morfo blanco típico se conoce como typica, el morfo melánico es carbonaria y el fenotipo intermedio se denomina insularia.
En América del Norte, el morfo negro melánico se le llama morpha swettaria. En el caso de la Biston betularia cognataria, el alelo melánico (que produce la morpha swettaria) es igualmente dominante que el alelo no melánico. También hay algunos morfos intermedios. En Japón no se han registrado morfos melánicos; todos son morpha typica.

## Evolución
La especie debe su nombre específico de betularia a que habitualmente se posa sobre los troncos de los abedules, camuflándose sobre sus cortezas predominantes claras para evitar la acción de los predadores. También las larvas se camuflan, pero adoptando el color de las ramas (pardo o castaño a verdoso). Casos de melanismo industrial fueron descubiertos ya en el siglo XIX en Inglaterra, cuando el entomólogo Albert Brydges Farn (1841-1921) señaló tales adaptaciones en otra especie de polilla a Charles Darwin en varias cartas en 1878.

### Melanismo industrial
Se ha estudiado en detalle la evolución de la polilla moteada a lo largo de los últimos doscientos años. Al comienzo de este período, la gran mayoría de las polillas moteadas tenían patrones de alas de colores claros que las camuflaban eficazmente contra los árboles y líquenes de colores claros sobre los que descansaban. En 1896, el caso de la polilla moteada fue estudiado explícitamente por James William Tutt como un ejemplo de selección natural. Luego J. B. S. Haldane calculó la ventaja selectiva cuantitativa en 1924. Por su parte, otros incluyendo el biólogo John William Heslop-Harrison negaron que la selección por aves fuera la fuerza impulsora de estos cambios en la población del insecto. El proceso de selección natural fue confirmado por los experimentos de Bernard Kettlewell en Oxford de 1953 a 1956. Más tarde, surgieron dudas sobre los experimentos de Kettlewell (por ejemplo, en los libros de Michael Majerus y Judith Hooper), que incluso lo llevaron cerca del fraude científico. En algunos casos, estas dudas fueron utilizados por los creacionistas de la era como argumento en contra la naciente teoría de la evolución. El propio Majerus comenzó experimentos a largo plazo en 2002, publicados póstumamente en 2012, que confirmaron los experimentos de Kettlewell.
Con el advenimiento de la Revolución Industrial, especialmente en Inglaterra, la atmósfera se llenó cada vez más de polvo de carbón, el principal combustible usado para las máquinas de la época. Muchos de los líquenes se extinguieron y los árboles en los que descansaban las polillas se ennegrecieron por el hollín, lo que provocó que la mayoría de las polillas de color claro, o típicas, eran más visibles y murieran debido a la depredación. Al mismo tiempo, las polillas de color oscuro o melánicas, la carbonaria, florecieron porque podían esconderse en los árboles con costra oscura. Debido a este cambio ambiental la forma melánica de Biston betularia adquirió una ventaja críptica con respecto a la forma clara, convirtiéndose en poco tiempo en numéricamente prevaleciente. Este fenómeno, de melanismo industrial es considerado de gran ayuda para comprender el mecanismo de la selección natural.
Con la mejora de los estándares ambientales, las polillas moteadas de color claro han vuelto a ser comunes, y el dramático cambio en la población de polillas moteadas sigue siendo un tema de mucho interés y estudio. Esto ha llevado a la acuñación del término "melanismo industrial" para referirse al oscurecimiento genético de las especies en respuesta a los contaminantes. Como resultado de las circunstancias relativamente simples y fáciles de entender de la adaptación, la polilla moteada se ha convertido en un ejemplo común utilizado en biología para explicar o demostrar los principios de selección natural a legos y estudiantes de aula.
El primer morfo carbonaria fue registrado en Mánchester en 1848, y durante los años siguientes aumentó en frecuencia. Los experimentos de depredación establecieron que el agente de selección eran las aves que se alimentaban del morfo carbonaria. Experimentos y observaciones posteriores han respaldado la explicación evolutiva inicial de este fenómeno.

## Base genética del melanismo
Las observaciones de orugas de la polilla moteada en diferentes entornos han demostrado que adaptan su coloración al sustrato (sin involucrar sus ojos) y luego buscan específicamente entornos de colores similares. Esta forma de camuflaje se llama mimetismo porque la adaptación imita directamente el entorno del nicho ecológico y reduce el riesgo de ser víctima de depredadores. Los análisis de expresión genética revelaron que los genes asociados con la percepción visual se expresan en la piel de las orugas de la polilla moteada. Sin embargo, aún no se conocen los mecanismos de percepción y cambio de color.
Se ha demostrado que la evolución de la mutación del melanismo industrial se debe a la inserción de un elemento transponible en el primer intrón del gen corteza, lo que da como resultado un aumento en la abundancia de la transcripción del gen, expresado en las alas en desarrollo.

## Ciclo de vida y ecología

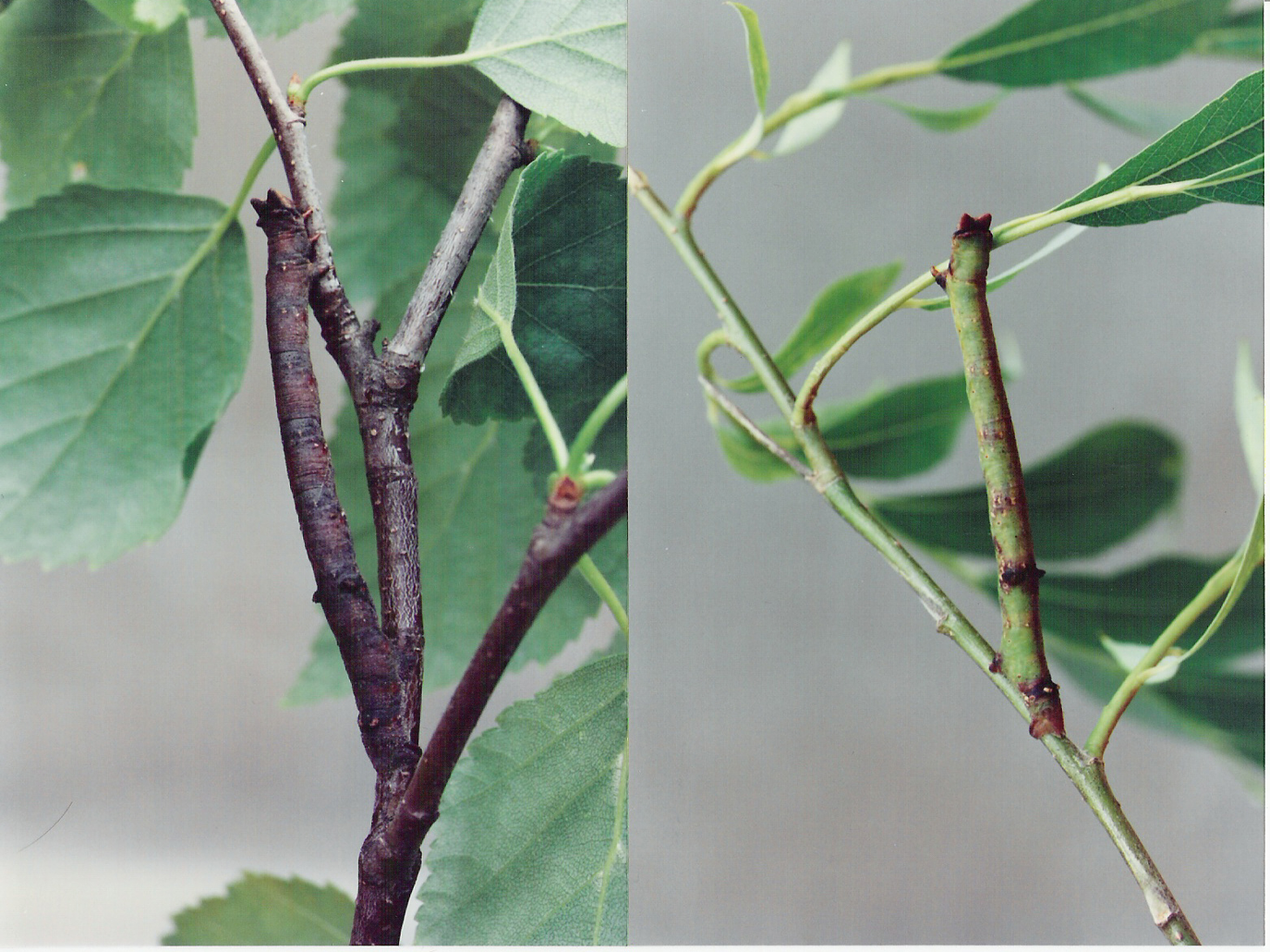
Orugas de Biston betularia en abedul (izquierda) y sauce (derecha), demostrando mimetismo de ramitas y contrasombreado efectivo.

En Gran Bretaña e Irlanda, la polilla moteada es univoltina (produce una generación por año), mientras que en el sureste de América del Norte es bivoltina (dos generaciones por año). El ciclo de vida de los lepidópteros consta de cuatro estadios: óvulos (huevos), varios estadios larvarios (orugas), pupas, que pasan el invierno en el suelo, y pupas (adultos). Durante el día, las polillas suelen descansar en los árboles, donde los pájaros se alimentan de ellas.
La oruga imita una ramita y su color varía entre el verde y el marrón. Fue uno de los primeros animales en ser identificados como camuflados con contrasombreado para hacerlos parecer planos (el sombreado es la principal señal visual que hace que las cosas parezcan sólidas), en un artículo de Edward Bagnall Poulton en 1887. Las investigaciones indican que las orugas pueden percibir el color de las ramas con su piel y hacer coincidir el color de su cuerpo con el fondo para protegerse de los depredadores, una capacidad de camuflaje que también se encuentra en los cefalópodos, camaleones y algunos peces, aunque este cambio de color es bastante más lento en las orugas.
La oruga se introduce en el suelo al final de la temporada, donde pupa para pasar el invierno. Las imago emergen de las pupas entre finales de mayo y agosto, los machos un poco antes que las hembras (esto es común y esperado debido a la selección sexual). Emergen tarde en el día y secan sus alas antes de volar esa misma noche. La especie es extremadamente polífaga en su dieta. Las orugas de la polilla moteada encuentran alimento y refugio en numerosas plantas, por ejemplo: P.ej. Roble inglés, abedul plateado, aliso negro o endrino. Debido a su forma corporal larga y delgada y su coloración verde claro a marrón oscuro, son difíciles de distinguir de las ramas pequeñas. La mariposa pone sus huevos en las hojas de árboles de hoja caduca, principalmente álamo (Populus spec.), abedul (Betula spec.), sauce (Salix spec.) o roble (Quercus spec.). 
Los machos vuelan todas las noches de su vida en busca de las hembras, mientras que las hembras sólo vuelan la primera noche. Posteriormente, las hembras liberan feromonas para atraer a los machos. Como la feromona es transportada por el viento, los machos tienden a viajar a través del gradiente de concentración, en dirección hacia la fuente de las feromonas. Durante el vuelo, los machos están sujetos a la depredación por murciélagos. Los machos protegen a la hembra de otros machos hasta que ella pone sus huevos. La hembra pone alrededor de 2.000 huevos ovoides de color verde pálido aproximadamente a 1 mm de largo en grietas en la corteza con su ovipositor .

### Comportamiento en reposo
Una pareja en apareamiento o un individuo solitario pasará el día escondido de los depredadores, particularmente de las aves. Los machos permanecen con la hembra para asegurar la paternidad.[cita requerida] Las polillas moteadas generalmente descansan en la parte superior de los árboles en lugares no expuestos. Utilizan tres tipos principales de sitios: (1) unos centímetros por debajo de la unión de una rama y el tronco de un árbol donde la polilla está a la sombra; (2) en la parte inferior de las ramas; y (3) en las ramitas foliadas.  El investigador de la polilla moteada , Michael Majerus, señala:
Estas posiciones de descanso se apoyan aún más en experimentos en los que se observó a polillas cautivas adoptando posiciones de descanso en ambos machos.[cita requerida] y las hembras.[cita requerida]
Se ha demostrado que las polillas moteadas se camuflan crípticamente contra su entorno cuando descansan en las ramas de los árboles. Está claro que en las longitudes de onda visibles para los humanos, el morfo typica se camuflan frente los líquenes y los morfo carbonarios frente a la corteza simple. Sin embargo, las aves son capaces de ver la luz ultravioleta que los humanos no pueden ver. Utilizando una cámara de video sensible a la luz ultravioleta, se ha demostrado que los morfo typica reflejan la luz ultravioleta de forma moteada y se camuflan contra los líquenes crustáceos comunes en las ramas, tanto en longitudes de onda ultravioleta como visibles para los humanos. Sin embargo, los morfo typica no están tan bien camuflados contra los líquenes foliosos comunes en los troncos de los árboles; aunque están camuflados en las longitudes de onda humanas, en las longitudes de onda ultravioleta, los líquenes foliosos no reflejan la luz ultravioleta.
Durante un experimento en Cambridge entre 2001 y 2007, se observó que las posiciones naturales de descanso de las polillas moteadas y, de las 135 polillas examinadas, en más de la mitad se estaban en ramas de árboles, principalmente en la mitad inferior de la rama; el 37 % estaban en troncos de árboles, principalmente en el lado norte; y solo el 12,6 % descansaban sobre o debajo de ramitas.